# Maria Annunziata von Bourbon-Sizilien

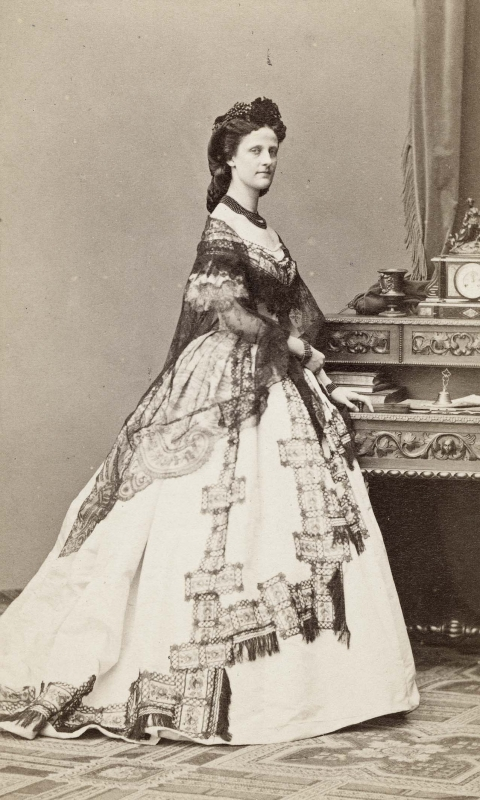
Maria Annunziata

Maria Annunziata Isabella Filomena Sabasia (* 24. März 1843 in Caserta; † 4. Mai 1871 in Wien) war eine geborene Prinzessin von Bourbon-Sizilien und durch Heirat Erzherzogin von Österreich.

## Leben

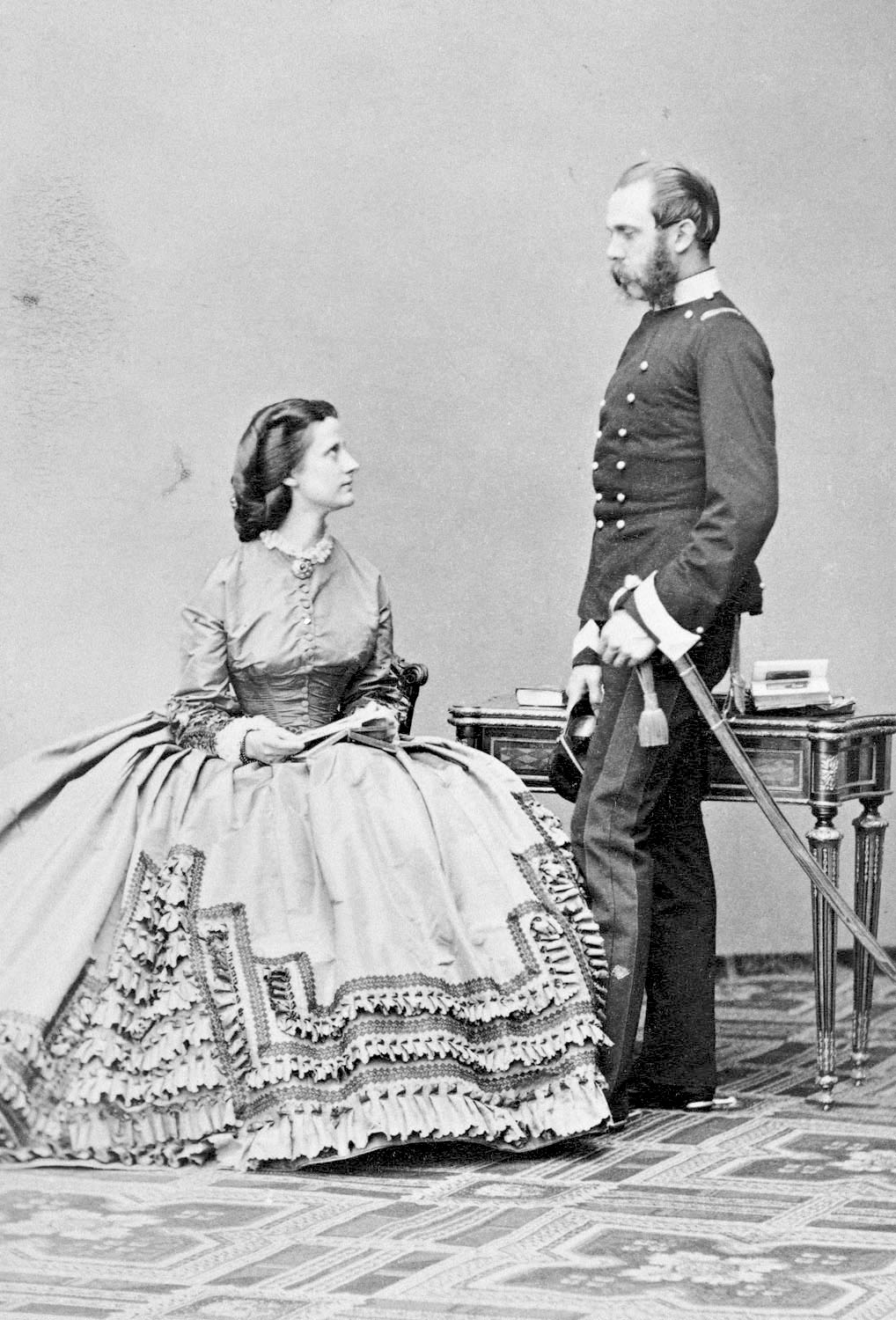
Maria Annunziata mit Karl Ludwig von Österreich

Maria Annunziata, genannt „Ciolla“, war die älteste Tochter von König Ferdinand II. beider Sizilien und Maria Theresia von Österreich.

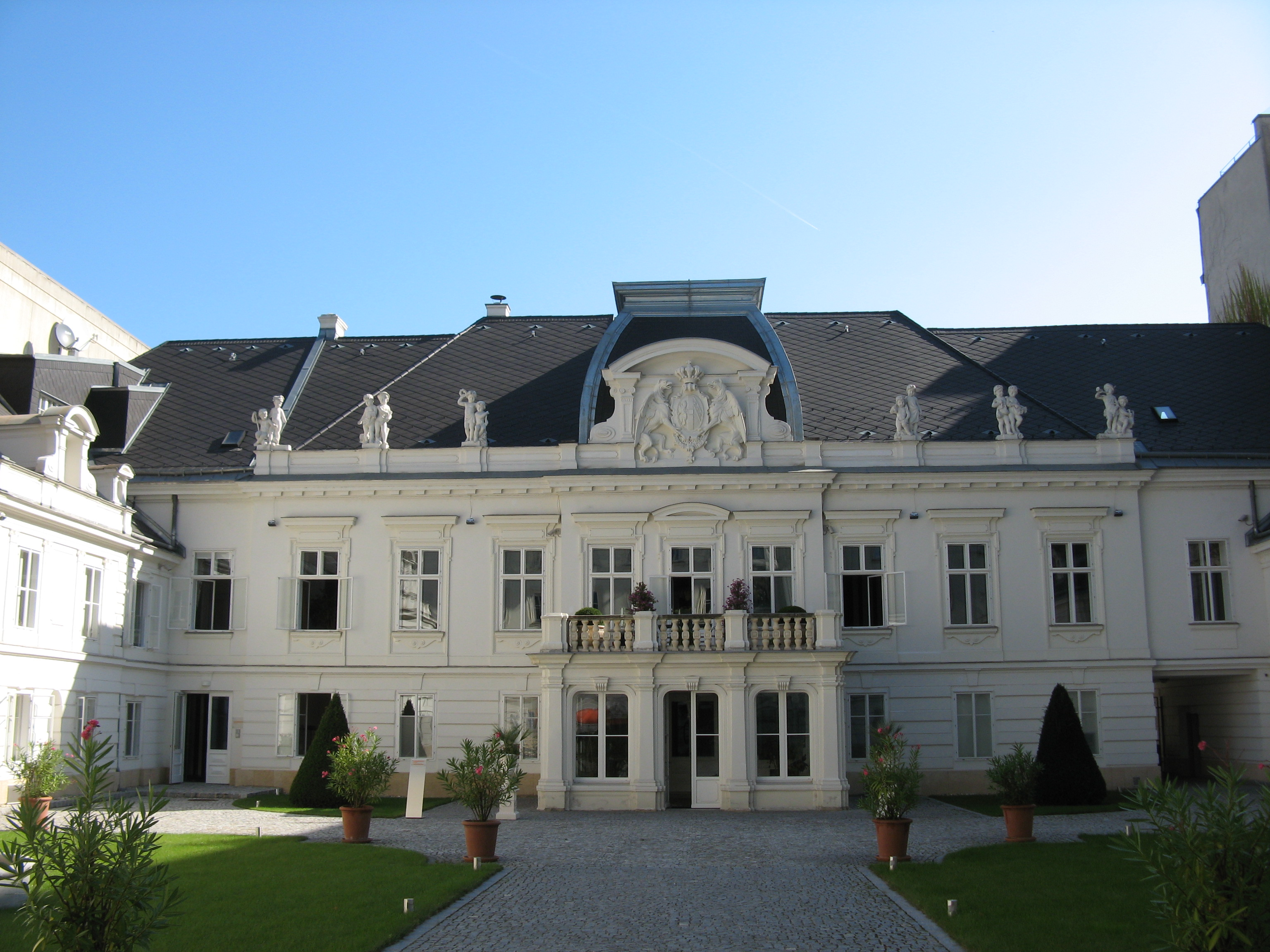
Das Palais Erzherzog Carl Ludwig in der Favoritenstraße 7, Wien

Wie ihre Schwester Maria Immaculata heiratete auch Maria Annunziata in die österreichische Kaiserfamilie der Habsburger ein.
Sie wurde am 16. Oktober 1862 durch Prokuration in Rom mit dem verwitweten Erzherzog Karl Ludwig von Österreich, einem Bruder von Kaiser Franz Joseph I., vermählt. Am 21. Oktober 1862 folgte die persönliche Eheschließung im damals noch zu Österreich gehörigen Venedig, wohin ihr der zukünftige Gemahl in der Uniform eines Feldmarschallleutnants entgegenreiste. Einen Tag nach der Trauung erlitt sie während der Messe einen epileptischen Anfall, der viel Aufsehen hervorrief, da er sich vor den versammelten Mitgliedern des Hauses Habsburg ereignete.
Schwiegermutter Sophie, die bald erkannte, dass die Schwiegertochter lebensbedrohlich erkrankt war (an Lungentuberkulose), empfahl dem jungen Paar einen längeren Aufenthalt in mildem Klima und wählte dafür das Kronland Görz aus. Karl Ludwig fügte sich wie immer und seine zerbrechliche Frau fügte sich zu diesem Zeitpunkt auch. Sie ertrug jedoch das abgeschiedene Landleben nicht lange und wollte einen Ortswechsel, dem gab ihr fügsamer Mann nach. Das neue Domizil bestimmte allerdings erneut Sophie, welche sich für das ruhige Graz, eine Stadt pensionierter Beamter und Militärs, entschied. Die junge Südländerin fühlte sich nicht wohl in Graz, mied den Kontakt mit anderen, war ruhelos und fand sich nicht zurecht. Sie fühlte sich erst wohler, als sie das erste Mal schwanger wurde. Bereits ein halbes Jahr nach der Geburt von Franz Ferdinand wurde sie erneut schwanger, worüber der Leibarzt aufgrund der schwächlichen Konstitution der jungen Frau den Kopf schüttelte. Der Leibarzt machte Karl Ludwig behutsam klar, dass seine Gemahlin der Schonung bedürfe und empfahl einen Aufenthalt im Süden, von welchem Maria Annunziata allerdings nichts wissen wollte und sich gegenüber ihrem Gatten durchsetzte.
Im Frühling 1865 brachte sie den zarten, schwächlichen Sohn Otto Franz Joseph zur Welt. Die junge Mutter verfiel mehr und mehr. Ihrem Mann unbegreifliche Stimmungen und Launen und Perioden der Niedergeschlagenheit wechselten sich ab mit hektischer Daseinsfreude. Schließlich hatte sie endgültig genug von Graz und ihr Gatte beugte sich ihrem Wunsch nach sofortiger Übersiedlung nach Wien. Der gestrengen Mutter Sophie gegenüberstehend war er auf alles gefasst. Doch diese sah, dass die kranke und erneut schwangere Frau bereits vom Tode gezeichnet war.
Der Erzherzog erwarb ein Palais in der Favoritenstraße, ließ es umbauen und häuslich adaptieren. Kurz nach Weihnachten 1868 wurde der dritte Sohn geboren und aufgrund ihrer gesundheitlichen Situation wurde erwartet, dass die junge Frau nicht wieder genesen würde. Doch aufgrund ihres Lebenswillens überwand sie ihre Krankheit, besuchte Wiener Bälle, das Burgtheater und die Oper. Als Vorsichtsmaßnahme hielt sie sich allerdings von ihren Söhnen fern, überflüssigerweise, da sie ihnen ihre Krankheit vererbt hatte.
Trotz ihrer schlechten Gesundheit brachte sie in ihrer Ehe vier gesunde Kinder zur Welt, zuletzt in Schloss Artstetten bei Pöchlarn (Niederösterreich), Margarethe Sophie. 
Ein Jahr währte danach der Todeskampf gegen ihre schwere Krankheit, den sie am 4. Mai 1871 im Alter von nur 28 Jahren verlor. Da ein neues Verfahren der Leichenkonservierung mittels Formaldehyd die bisher übliche Exenteration der Leichen unnötig machte, verbat sich Erzherzogin Maria Annunziata  eine „Getrennte Bestattung“ und wurde in der Kapuzinergruft in Wien beigesetzt.

## Nachkommen
- Erzherzog Franz Ferdinand (1863–1914) ⚭ 1900 Gräfin Sophie Josephine Albina
- Erzherzog Otto Franz Joseph (1865–1906) ⚭ 1886 Prinzessin Maria Josepha
- Erzherzog Ferdinand Carl Ludwig (1868–1915), (später: Ferdinand Burg) ⚭ 1909 Berta Czuber
- Erzherzogin Margarete Sophie (1870–1902) ⚭ 1893 Herzog Albrecht von Württemberg